# 圣马蒂诺-德尔拉戈
圣马蒂诺-德尔拉戈（義大利語：San Martino del Lago）是意大利克雷莫纳省的一个市镇。总面积10平方公里，人口494人，人口密度49.4人/平方公里（2009年）。国家统计（ISTAT）代码为019091。